# Megachile badia
Megachile badia är en biart som beskrevs av Charles Thomas Bingham 1890. Megachile badia ingår i släktet tapetserarbin, och familjen buksamlarbin. Inga underarter finns listade i Catalogue of Life.